# The Sims Social
The Sims Social was een datingsimulatie- en strategiespel op Facebook, gebaseerd op de De Sims-spellen van EA Games. 
Het spel werd uitgevoerd in 2D en gelanceerd als open bèta op 9 augustus 2011. The Sims Social werd gemaakt door Playfish en was minder gedetailleerd maar meer isometrisch uitgevoerd dan de andere spellen uit de reeks.
Op 14 juni 2013 werd het spel definitief gesloten.

## Gameplay
Net als in de originele De Sims-spellen konden gebruikers een Sim aanmaken en aankleden. Deze Sims konden relaties opbouwen met andere Sims (van Facebook-vrienden), in het spel neighbours (buren) genoemd. Ook konden gebruikers het huis van de Sim volledig inrichten en opdrachten voltooien. In het spel konden Sims eveneens een carrière opstarten, dit was een goede bron van inkomsten. Voor verschillende acties in het spel was energy (energie) benodigd, welke gebruikers elke vijf minuten automatisch of via vrienden toegestuurd konden krijgen.
In het spel waren vier waardevolle valuta's aanwezig:
- Simoleons (Simdollars): Konden worden verdiend door handelingen in het spel (zoals schrijven en schilderen)
- Social Points: Waren afkomstig van sociale interacties tussen Sims
- Lifetime Points: Ontvingen gebruikers wanneer zij een taak of doel vervulden
- SimCash: Kon worden gekocht met echt geld

Verschillende objecten binnen het spel vereisten verschillende valuta's.